# NGC 6433
NGC 6433 é uma galáxia espiral (Sb) localizada na direcção da constelação de Hercules. Possui uma declinação de +36° 48' 02" e uma ascensão recta de 17 horas, 43 minutos e 56,2 segundos.[carece de fontes?].
A galáxia NGC 6433 foi descoberta em 9 de Julho de 1864 por Albert Marth.[carece de fontes?].